# Chốn an toàn
Chốn an toàn (tựa gốc: Safe House) là một phim hành động-giật gân gián điệp của Mỹ-Nam Phi năm 2012 do Daniel Espinosa đạo diễn, có sự tham gia của Denzel Washington, Ryan Reynolds, Vera Farmiga và Brendan Gleeson. Phim khởi chiếu tại Bắc Mỹ ngày 10 tháng 2 năm 2012 bởi Universal Pictures. Phim thu về tổng cộng 208.1 triệu USD so với kinh phí 85 triệu USD.